# اسپینلبس
اسپینلبس (به اسپانیایی: Espinelves) یک شهرستان در اسپانیا است که در خرنا واقع شده‌است.

## خصوصیات
اسپینلبس ۱۷٫۴ کیلومترمربع مساحت و ۱۸۳ نفر جمعیت دارد و ۷۵۲ متر بالاتر از سطح دریا واقع شده‌است.